# Pointe de Zinal
La Pointe de Zinal (3.789 m s.l.m.) è una montagna delle Alpi del Weisshorn e del Cervino nelle Alpi Pennine. Si trova nel Canton Vallese (Svizzera).

## Descrizione

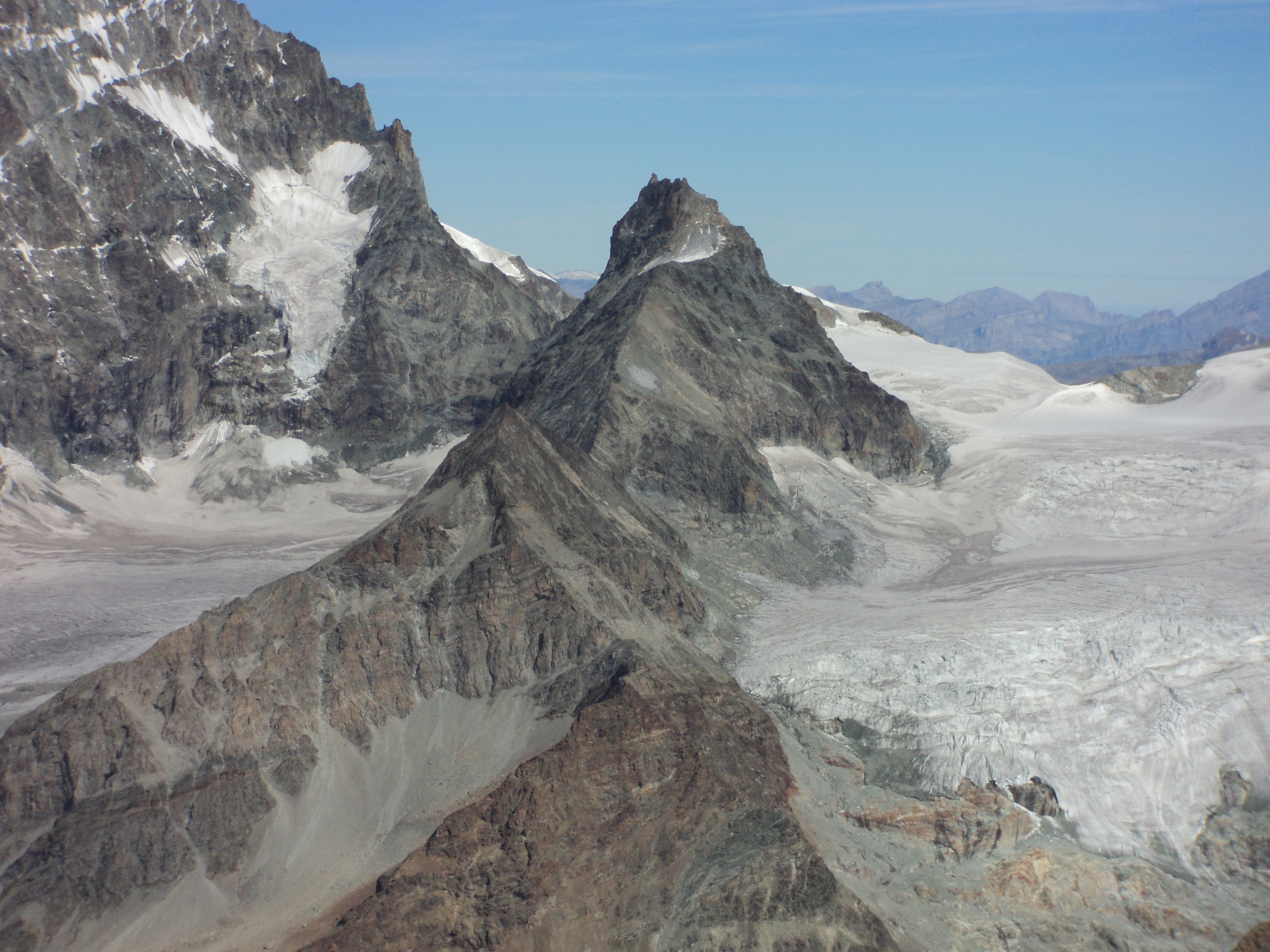
La montagna vista dalla Testa del Leone (versante sud). A sinistra si nota la cresta della Dent Blanche.

La montagna è collocata tra la Dent Blanche e l'Obergabelhorn al fondo della valle di Zinal. Fa parte della cosiddetta corona imperiale, insieme di montagne che formano un ferro di cavallo: Les Diablons, il Bishorn (4.153 m), il Weisshorn (4.505 m), lo Schalihorn (3.974 m), lo Zinalrothorn (4.221 m), il Trifthorn (3.728 m), l'Obergabelhorn (4.062 m), il Mont Durand (3.712 m), la Pointe de Zinal (3.790 m), la Dent Blanche (4.356 m), il Grand Cornier (3.961 m), il Pigne de la Lé (3.396 m), la Garde de Bordon (3.310 m), ed al centro di questa gigantesca parabola il Monte Besso (3.667 m).